# Сул-Скерри
Сул-Скерри (англ. Sule Skerry) — удалённый необитаемый остров на севере Шотландии. Он сложен, как и его сосед, Стак-Скерри (Сул-Стак), льюисовыми гнейсами, имеет протяжённость в 800 м и расположен в 60 км к западу от Оркнейских островов и 80 км к востоку от Северной Роны. Вместе с Сул-Стак, лежащим в 10 км к юго-западу, является охраняемым районом, поскольку на островах гнездятся тысячи бакланов и атлантических тупиков, а также северных качурок. Птицы ежегодно наблюдаются командой орнитологов.
На южном конце острова сложен каирн, а на северном — построен маяк. Маяк был построен в 1892-1894 годах и до 1982 года, когда он был автоматизирован, считался самым удалённым обитаемым маяком. Также на острове есть метеостанция, поставляющая данные для прогнозов погоды для мореплавания.